# Enio (peone)
Enio è un soldato peone citato nel libro XXI dell'Iliade. 
Dopo la morte di Patroclo, Achille furioso affrontò decine di avversari uccidendoli tutti, fra le sue vittime vi fu anche Enio. Il suo corpo, gettato nello Scamandro, finì bruciato nell'incendio provocato da Efesto prima che i pesci potessero spolparlo, come invece era accaduto al cadavere del suo compagno Asteropeo.
Per entrambi gli eroi, comunque, non poté essere effettuata alcuna sepoltura, cosicché alle loro anime restò precluso l'ingresso nell'Ade.